# Radioźródło

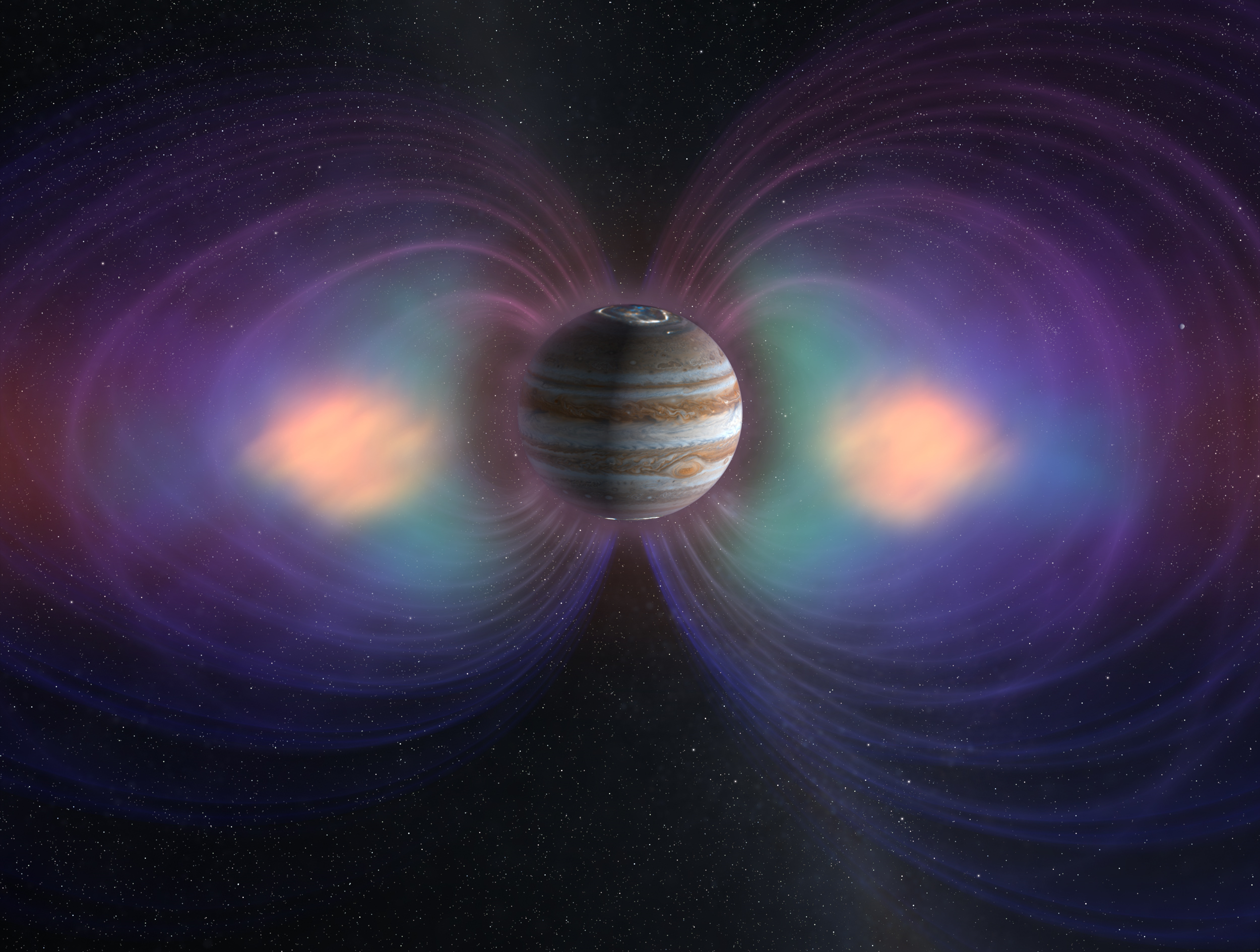
Magnetosfera Jowisza

Radioźródło, źródło radiowe – obiekt astronomiczny, który stanowi silne źródło fal radiowych, czasami o innych konturach niż widoczne w zakresie światła widzialnego. Na ziemskim niebie jest wiele intensywnych radioźródeł, z których najsilniejsze w zakresie długości fal mniejszych od 1 metra jest Słońce, zaś większych – Droga Mleczna. Silnym źródłem promieniowania radiowego jest także Jowisz, który ma bardzo rozbudowaną magnetosferę. Poza Galaktyką znajdują się inne radioźródła, takie jak np. Centaurus A – radiogalaktyka w gwiazdozbiorze Centaura, czy Cassiopeia A, która jest pozostałością po supernowej oraz liczne inne takie, jak Mgławica Kraba (którą jako supernową obserwowano przez kilka miesięcy od 4 lipca 1054 roku) i pulsary (zwiększające jasność radiową z częstotliwością od ok. 1/3 do 30 Hz). Wybuchy radiowe są obserwowane także na Słońcu w okresach dużej liczby plam, a emisję taką powinny wykazywać także inne gwiazdy, na których obserwuje się rozbłyski. Podczas obserwacji radioteleskopem w Arecibo stwierdzono zmiany częstotliwości emisji radiowych – zjawisko znane już z obserwacji rozbłysków słonecznych w zakresie radiowym. Radioźródłami są także jądra galaktyk Seyferta, galaktyki typu N. Obserwacje radiowe umożliwiły odkrycie kwazarów 5 lutego 1963 roku. W latach 1964–1965 wykryto tzw. promieniowanie reliktowe.
Obiekty tego typu stanowią bardzo ważne źródła informacji o Wszechświecie, ponieważ analizując sygnały radiowe z Kosmosu można wnioskować o strukturze i ruchach plazmy kosmicznej, niewidocznych w zakresie światła widzialnego.
Do badań w zakresie radiowym służą radioteleskopy, będące podstawowym instrumentem obserwacyjnym jednej z dziedzin współczesnej astronomii – radioastronomii, a pierwotnie również anteny odbiorników radiowych i radary.